# Языки Крыма

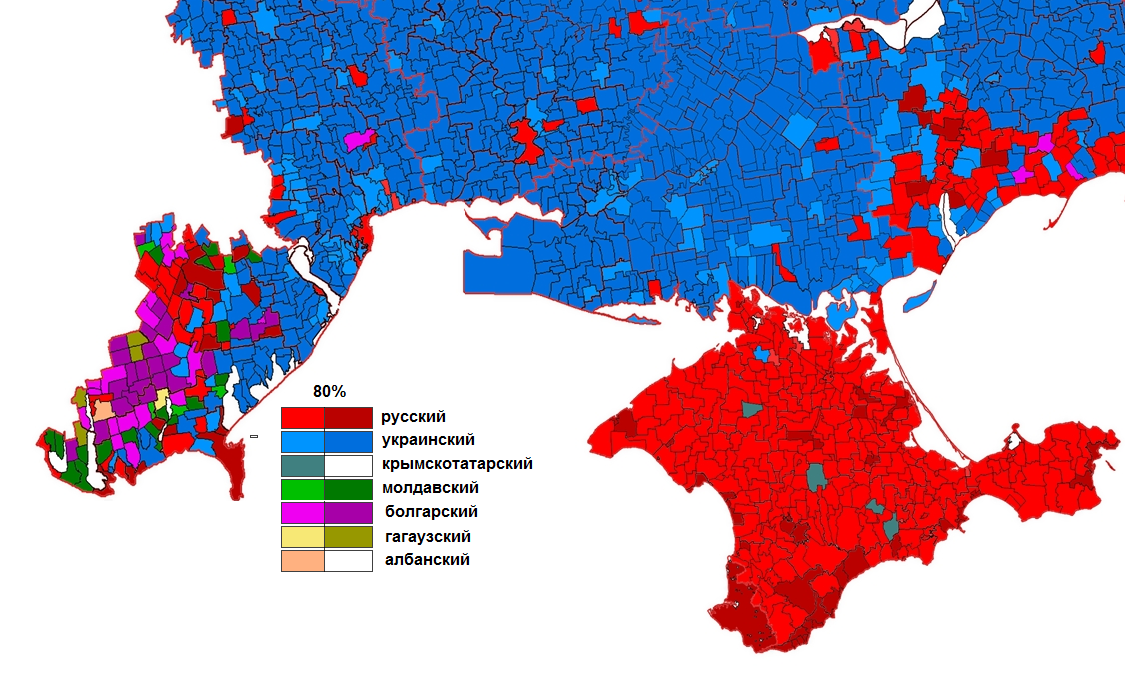
Родные языки юга Украины с Крымом по переписи 2001 года. Распространение практически сплошного русскоязычия. В одном сельсовете в Крыму преобладал украинский язык, в 4-х — крымскотатарский

Языки Крыма — языки различных этноязыковых групп Крымского полуострова, среди которых наибольшую роль играет русский язык, а официальные функции в (Автономной) Республике Крым закреплены за 3 языками — русским, украинским и крымскотатарским. Существует небольшой ареал распространения татарского, белорусского, армянского, караимского и крымчакского языков. Использование русского языка во всех сферах жизни общества растёт, в то время как использование других языков постепенно снижается.
По итогам проведённой Россией после аннексии Крыма переписи населения занятой территории (2014), абсолютное большинство её населения родным языком назвало русский — 84 %. Крымскотатарский родным был назван для 7,9 %, татарский — для 3,7 %, украинский — для 3,3 %. Родным языком русский назвали 79,7 % украинцев, 24,8 % татар и 5,6 % крымских татар. Для 0,1 % русских родным языком является украинский.
По переписи 2014 года среди русских на контролируемой Россией территории полуострова родным русский язык назвали 99,83 %, украинский — 0,13 %. Среди украинцев родным языком русский назвали 79,68 %, украинский — 20,26 %. Среди крымских татар родным языком крымскотатарский назвали 73,96 %, татарский — 20,40 %, русский — 5,57 %. Среди татар родным языком татарский назвали 74,54 %, русский — 24,81 %. Среди белорусов родным языком русский назвали 91,12 %, белорусский — 8,66 %, украинский — 0,19 %. Среди армян родным языком армянский назвали 52,83 %, русский — 46,80 %. Среди караимов родным языком русский назвали 93,62 %, караимский — 5,63 %, украинский — 0,56 %. Среди крымчаков родным языком русский назвали 95,18 %, крымчакский — 3,07 %, татарский — 1,32 %.
В первом полугодии 2019/2020 учебного года, согласно официальным российским данным, в общеобразовательных организациях Республики Крым обучение проводилось на русском языке — 207,2 тыс. учащихся (96,9 %), на крымскотатарском языке — 6,4 тыс. учащихся (3,0 %), на украинском языке — 206 учащихся (0,1 %). На крымскотатарском языке обучение проходило в 16 школах (237 классов с 4704 учащихся), на украинском языке в 1 школе (9 классов с 152 учащихся). В 22 школах функционирует 117 классов с преподаванием на крымскотатарском языке (1702 учащихся), в 1 школе функционирует 3 класса с преподаванием на украинском языке (54 учащихся). Как предмет «родной язык» и «родная литература» ведется преподавание армянского языка (в 3 школах 112 учащихся), болгарского языка (1 школа 44 учащихся), греческого языка (5 школ 371 учащийся), крымскотатарского языка (333 школы, 31190 учащихся), немецкого языка (1 школа 61 учащийся), украинского языка (144 школы 5621 учащийся). В средних специальных и высших учебных заведениях обучение проходит на русском языке.

## Языковой состав населения
В собственно (Автономной) Республике Крым по переписи 2014 года родным языком назвали русский язык 81,68 % от населения региона или 1 502 972 человек из 1 840 174 указавших родной язык; крымскотатарский язык — 9,32 % или 171 517 человек; татарский язык — 4,33 % или 79 638 человек; украинский язык — 3,52 % или 64 808 человек; армянский язык — 0,29 % или 5376 человек; азербайджанский язык — 0,12 % или 2239 человек; белорусский язык — 0,09 % или 1700 человек; цыганский язык — 0,09 % или 1595 человек; турецкий язык — 0,06 % или 1192 человека; молдавский язык — 0,04 % или 703 человека; греческий язык — 0,02 % или 434 человека. По владению языками в республике по переписи 2014 года выделяются соответственно: русский язык — 99,79 % или 1 836 651 человек из 1 840 435 указавших владение языками, украинский язык — 22,36 % или 411 445 человек, английский язык — 6,13 % или 112 871 человек, крымскотатарский язык — 4,94 % или 90 869 человек, татарский язык — 2,75 % или 50 680 человек, узбекский язык — 1,66 % или 30 521 человек, немецкий язык — 1,09 % или 20 132 человека, турецкий язык — 0,45 % или 8305 человек, французский язык — 0,30 % или 5529 человек, армянский язык — 0,27 % или 4988 человек, белорусский язык — 0,25 % или 4620 человек, польский язык — 0,17 % или 3112 человек, азербайджанский язык — 0,13 % или 2320 человек, таджикский язык — 0,10 % или 1932 человека, итальянский язык — 0,10 % или 1831 человек, испанский язык — 0,09 % или 1726 человек, молдавский язык — 0,09 % или 1682 человека, греческий язык — 0,07 % или 1315 человек, грузинский язык — 0,07 % или 1225 человек, цыганский язык — 0,06 % или 1148 человек, арабский язык — 0,06 % или 1092 человека, казахский язык — 0,06 % или 1086 человек, болгарский язык — 0,05 % или 959 человек.
По переписи 2014 года среди русских в республике родным русский язык назвали 99,82 %, украинский — 0,14 %. Среди украинцев родным языком русский назвали 78,59 %, украинский — 21,35 %. Среди крымских татар родным языком крымскотатарский назвали 74,18 %, татарский — 20,27 %, русский — 5,46 %. Среди татар родным языком татарский назвали 74,18 %, русский — 23,08 %. Среди белорусов родным языком русский назвали 90,63 %, белорусский — 9,15 %, украинский — 0,20 %. Среди армян родным языком армянский назвали 55,21 %, русский — 44,38 %. Среди караимов родным языком русский назвали 93,17 %, караимский — 6,02 %, украинский — 0,60 %. Среди крымчаков родным языком русский назвали 95,48 %, крымчакский — 3,39 %, татарский — 0,56 %, крымскотатарский — 0,56 %.
По переписи 2014 года среди русских в республике русским владеют 99,89 %, украинским — 19,49 %, немецким — 1,15 %, польским — 0,12, татарским — 0,11 % и т. д. Среди украинцев русским владеют 99,78 %, украинским — 44,57 %, немецким — 1,22 %, польским — 0,37 % и т. д. Среди крымских татар русским владеют 99,55 %, крымскотатарским — 38,86 %, украинским — 13,63 %, татарским — 13,53 %, турецким — 2,14 %, немецким — 0,53 % и т. д. Среди татар русским владеют 99,69 %, татарским — 39,94 %, украинским — 9,17 %, турецким — 1,35 %, крымскотатарским — 1,01 %, немецким — 0,43 % и т. д. Среди белорусов русским владеют 99,91 %, украинским — 18,40 %, белорусским — 18,26 %, немецким — 1,33 %, польским — 0,58 % и т. д. Среди армян русским владеют 99,55 %, армянским — 46,08 %, украинским — 15,34 %, азербайджанским — 1,95 %, немецким — 1,14 %, турецким — 0,52 %, татарским — 0,47 %, крымскотатарским — 0,22 % и т. д.

## Межпереписная динамика 1989—2014
Родной язык населения Крымской области УССР и АР Крым Украины по результатам переписей
| Родной язык      | Доля %, 1989 | Доля %, 2001 |
| ---------------- | ------------ | ------------ |
| русский          | 82,6         | 77,0         |
| украинский       | 13,7         | 10,1         |
| крымскотатарский | 1,8          | 11,4         |

Динамика языкового состава Крыма (с Севастополем) в 1989, 2001 и 2014 годах
| Родной язык      | Доля %, 1989 | Доля %, 2001 | Доля %, 2014 |
| ---------------- | ------------ | ------------ | ------------ |
| русский          | 82,64        | 79,11        | 84,1         |
| крымскотатарский | 1,8          | 9,63         | 7,9          |
| татарский        | 0,08         | 0,37         | 3,7          |
| украинский       | 13,66        | 9,55         | 3,3          |

## Перепись 2001
Основные языки Крымского полуострова по переписи 2001 года
| Родной язык      | всего   | Доля, %  | Доля, %  |
| ---------------- | ------- | -------- | -------- |
| всего            | 2401209 | 100,00 % |          |
| русский          | 1890960 | 78,75 %  | 79,11 %  |
| крымскотатарский | 230237  | 9,59 %   | 9,63 %   |
| украинский       | 228250  | 9,51 %   | 9,55 %   |
| татарский        | 8880    | 0,37 %   | 0,37 %   |
| белорусский      | 5864    | 0,24 %   | 0,25 %   |
| армянский        | 5136    | 0,21 %   | 0,21 %   |
| молдавский       | 1460    | 0,06 %   | 0,06 %   |
| цыганский        | 1305    | 0,05 %   | 0,05 %   |
| греческий        | 689     | 0,03 %   | 0,03 %   |
| прочие           | 16061   | 0,67 %   | 0,67 %   |
| указали          | 2390319 | 99,55 %  | 100,00 % |
| не указали       | 10890   | 0,45 %   | 0,46 %   |

Языки Автономной Республики Крым в административно-территориальном разрезе по переписи 2001 года
| Наименование единицы АТД | Русский язык | Украинский язык | Крымско- татарский язык | Белорусский язык | Армянский язык |
| ------------------------ | ------------ | --------------- | ----------------------- | ---------------- | -------------- |
| Симферопольский горсовет | 85,82        | 6,35            | 6,47                    | 0,12             | 0,32           |
| Алуштинский горсовет     | 83,68        | 9,67            | 5,58                    | 0,19             | 0,22           |
| Армянский горсовет       | 78,52        | 16,90           | 2,91                    | 0,18             | 0,12           |
| город Джанкой            | 83,14        | 7,60            | 7,13                    | 0,18             | 0,11           |
| Евпаторийский горсовет   | 83,69        | 8,73            | 6,42                    | 0,18             | 0,27           |
| город Керчь              | 91,34        | 5,27            | 0,81                    | 0,18             | 0,14           |
| город Красноперекопск    | 79,62        | 16,48           | 2,63                    | 0,20             | 0,13           |
| город Саки               | 84,26        | 8,87            | 5,27                    | 0,27             | 0,36           |
| Судакский горсовет       | 71,45        | 8,42            | 17,31                   | 0,23             | 0,33           |
| Феодосийский горсовет    | 87,32        | 7,35            | 4,23                    | 0,31             | 0,29           |
| Ялтинский горсовет       | 86,79        | 10,12           | 1,12                    | 0,20             | 0,28           |
| Бахчисарайский район     | 69,30        | 8,21            | 20,11                   | 0,26             | 0,10           |
| Белогорский район        | 60,43        | 7,92            | 28,92                   | 0,20             | 0,19           |
| Джанкойский район        | 62,04        | 15,84           | 20,44                   | 0,33             | 0,16           |
| Кировский район          | 64,18        | 8,38            | 23,96                   | 0,47             | 0,19           |
| Красногвардейский район  | 69,42        | 11,94           | 15,43                   | 0,40             | 0,22           |
| Красноперекопский район  | 53,26        | 26,78           | 15,53                   | 0,35             | 0,11           |
| Ленинский район          | 79,39        | 10,57           | 14,80                   | 0,39             | 0,24           |
| Нижнегорский район       | 72,72        | 10,47           | 15,21                   | 0,31             | 0,06           |
| Первомайский район       | 58,44        | 19,27           | 19,87                   | 0,45             | 0,13           |
| Раздольненский район     | 63,97        | 20,84           | 12,64                   | 0,35             | 0,49           |
| Сакский район            | 64,48        | 16,91           | 16,48                   | 0,54             | 0,28           |
| Симферопольский район    | 66,95        | 9,62            | 21,42                   | 0,27             | 0,29           |
| Советский район          | 64,37        | 10,38           | 21,16                   | 0,31             | 0,07           |
| Черноморский район       | 70,94        | 14,81           | 11,93                   | 0,27             | 0,25           |
| АР Крым всего:           | 76,55        | 10,02           | 11,33                   | 0,26             | 0,23           |

## Перепись 1979
Родной язык населения Крымской области УССР по результатам переписи 1979 г.
| Родной язык | Численность | Доля   |
| ----------- | ----------- | ------ |
| русский     | 1 718 901   | 80,5 % |
| украинский  | 290 743     | 13,6 % |
| прочие      | 126 272     | 5,9 %  |

## Перепись 1897

Языковые группы Российской империи по переписи 1897 г.

Языковой состав населения Таврической губернии в пределах Крыма по переписи 1897 года
| Родной язык      | Численность | Доля     |
| ---------------- | ----------- | -------- |
| крымскотатарский | 194 294     | 35,55 %  |
| русский          | 180 963     | 33,11 %  |
| украинский       | 64 703      | 11,84 %  |
| немецкий         | 31 590      | 5,78 %   |
| еврейский        | 24 168      | 4,42 %   |
| греческий        | 17 114      | 3,13 %   |
| армянский        | 8317        | 1,52 %   |
| болгарский       | 7450        | 1,36 %   |
| польский         | 6929        | 1,27 %   |
| эстонский        | 2176        | 0,40 %   |
| белорусский      | 2058        | 0,38 %   |
| турецкий         | 1787        | 0,33 %   |
| чешский          | 1174        | 0,21 %   |
| итальянский      | 948         | 0,17 %   |
| цыганский        | 944         | 0,17 %   |
| другие           | 1977        | 0,36 %   |
| Всего            | 546 592     | 100,00 % |

## История
В прошлом, в разные периоды истории Крыма, заметную роль на его территории играли и другие языки (греческий, итальянский, армянский, турецко-османский язык).
Предположительно, на территории Крыма самым древним из ныне известных языков, был киммерийский. Киммерийцев на полуостров оттеснили скифы. Однако между 280—260 гг. до н. э. и сами скифы вынуждены были укрыться в Крыму от нашествия сарматов. В этот период сложилось традиционное разделение Крыма на прибрежные грекоязычные регионы и внутренние степные зоны, которые в свой состав включила Тавроскифия и где до середины III в. н. э. господствовал скифский язык. Затем во внутренний степной крым вторглись готы, осевшие преимущественно в предгорьях Крымских гор, где крымско-готский язык сохранялся до XVIII века. Греческий язык при этом сохранялся в качестве родного языка греков, а также использовался как второй язык многими жителями полуострова до конца XVII века. Постепенная тюркизация полуострова началась после монголо-татарских нашествий XIII века. К концу XV века тюркоязычие распространилось и в предгорном Крыму, включая княжество Феодоро. Лишь в южнобережных регионах продолжали использоваться преимущественно греческий, итальянский и армянский языки. К концу XVIII века тюркская речь распространилась повсеместно: на крымскотатарский язык перешли даже остатки христианского населения полуострова. Впрочем, крымскотатарским языком разнородные тюркские диалекты полуострова в этот период можно было назвать очень условно, поскольку они принадлежали к разным типологическим подгруппам.

### До 2014 года
В составе независимой Украины с 1991 до 2014 годы основные три языка (русский, украинский, крымскотатарский) употреблялись в системе образования и делопроизводстве, хотя в неравных объёмах. К примеру, речь на крымскотатарском языке в Верховном Совете АР Крым впервые прозвучала только в 2012 году, после принятия закона о региональных языках. В условиях независимой Украины наметилась тенденция к постепенному оттеснению русского языка из официальной письменной сферы в республике при параллельном внедрении украинского языка в систему образования и делопроизводства.

### После 2014 года
После аннексии Крыма Российской Федерацией, согласно подписанному 18 марта 2014 года Договору между Российской Федерацией и Республикой Крым о принятии в Российскую Федерацию Республики Крым, в Республике Крым были установлены три государственных языка: русский, украинский и крымскотатарский, что в дальнейшем, в апреле 2014 года, было подтверждено и в региональной конституции.

## Языковая политика в составе Украины
В Автономной Республике Крым в составе независимой Украины отсутствовало понятие «государственного» или «официального» языка республики. Согласно статье 10 Конституции Крыма (Обеспечение функционирования и развития государственного языка, русского, крымскотатарского и других национальных языков в Автономной Республике Крым), «в Автономной Республике Крым наряду с государственным языком обеспечивается функционирование и развитие, использование и защита русского, крымскотатарского, а также языков других национальностей. Русский язык как язык большинства населения в Автономной Республике Крым и приемлемый для межнационального общения используется во всех сферах общественной жизни». Также согласно Конституции АРК: официальные документы, удостоверяющие статус гражданина, — паспорт, трудовая книжка, документы об образовании, свидетельство о рождении, о браке и другие, — выполняются на украинском и русском языках, а по ходатайству гражданина — и на крымскотатарском языке (Статья 11); в качестве языка судопроизводства, нотариального производства, производства по делам об административных правонарушениях, юридической помощи используется украинский или по ходатайству участника соответствующего производства русский язык как язык большинства населения Автономной Республики Крым (Статья 12); почтовая и телеграфная корреспонденция от граждан, государственных, республиканских, общественных и других органов, предприятий, учреждений и организаций принимается для пересылки на украинском или русском языке; Во всех сферах обслуживания граждан (коммунальное обслуживание, общественный транспорт, здравоохранение и другие) и на предприятиях, в учреждениях и организациях, относящихся к ним, используются украинский или русский язык либо другой язык, приемлемый для сторон (Статья 13). Де-факто в качестве официальных используются украинский и русский языки, причём в местных подразделениях общеукраинских ведомств (МВД, суды, прокуратура и др.) после 1995 года очень скоро возобладал украинский, а в республиканских и местных учреждениях (республиканских министерствах и комитетах, районных администрациях, сельсоветах, системе здравоохранения и среднего образования) — преимущественно русский. При этом большая часть вывесок в госучреждениях подверглась украинизации. Также исключительно на украинском языке стали печататься избирательные бюллетени, на нём же стала вестись вся прочая электоральная документация. Данная ситуация была законодательно изменена на местном уровне лишь в ходе подготовки к референдуму 2014 года, когда Верховный Совет постановил напечатать бюллетени на трёх языках. 

### Украинизация системы школьного образования
Вопрос введения на полуострове украинского языка в советских учреждениях, школах, прессе, радио и т. д. был впервые поднят почти сразу после передачи Крыма УССР. Сделал это на Крымской областной партконференции 10 марта 1954 года делегат Сущенко. Наибольших успехов украинизация 1995—2014 годов достигла именно в системе школьного образования Автономной Республики Крым. Инициатором более интенсивной украинизации школ Крыма явился Иван Вакарчук. Учитывая почти тотальную украинизацию системы образования в Киеве, спрос на украиноязычное образование в АР возрастал, опережая предложение. Причиной этому было желание крымчан продолжать обучение в киевских или других украинизированных или активно украинизирующихся вузах Украины. В 2010/11 учебном году в общеобразовательных учебных заведениях АР Крым обучалось 167 677 учеников, из них преимущественно на русском языке — 148 452 (88,5 %), на украинском языке — 13 609 (8,1 %), на крымскотатарском образование получали 5399 (3,2 %) человек. На пике украинизации, в 2011/12 учебном году, 8,1 % школьников республики получали всю программу школьного образования на украинском языке, что примерно соответствовало доле считающих родным украинский (10 %). K 2012/2013 годах эта доля сократилась на 0,5 %.. При этом в формально русскоязычные школы активно внедрялись украиноязычные предметы, что фактически превратило их в двуязычные, с постепенно уменьшающимся преобладанием русского языка. В свою очередь, 13 декабря 2008 года министр образования Иван Вакарчук обрушился с критикой на вузы Крыма и министра образования Крыма Валерия Лаврова за то, что лишь 5 % дисциплин в крымских вузах преподавалось на украинском языке. Особенностью украинизации системы образования Крыма являлся её урбанизированный характер: в сельской местности Крымского полуострова не было ни одного учебного заведения с украинским языком преподавания.

## Языковая политика в составе России
В 2012/2013 учебном году в средних общеобразовательных школах АР Крым (без учеников специальных школ (школ-интернатов) и специальных классов, организованных при общеобразовательных школах) 89,32 % учащихся получали образование на русском языке, 7,41 % — на украинском языке, 3,11 % на крымскотатарском языке, кроме того 0,15 % получали образование на английском языке.
После аннексии Крыма Российской Федерацией в 2014 начался процесс перехода всех школ полуострова на русский язык обучения. В 2014/2015 учебном году, по данным министра образования и науки Республики Крым, произошло сокращение числа обучающихся на крымскотатарском языке с 5406 до 4740 человек, а численность обучающихся на украинском языке сократилась особенно резко — с 12 867 до 1990 человек. В республике имеется 15 школ с крымскотатарским языком обучения (2814 учащихся). Кроме этого в 62 школах республики имеются классы с крымскотатарским языком обучения, в них проходят обучение 1926 учащихся. Украинский язык изучается как предмет в 142 классах; классы с образованием на украинском, на осень 2014 года, есть в 20 школах, а школ с образованием только на украинском нет.
В 2016/2017 учебном году в Крыму из 188,5 тыс. школьников, обучавшихся в 532 муниципальных общеобразовательных организациях, получали образование на крымскотатарском языке 5,3 тыс. (3 %), на украинском — 371 человек (0,2 %). 15 общеобразовательных организаций (201 класс, 3651 учащийся) функционируют с крымскотатарским языком обучения, 1 общеобразовательная организация (школа № 20 Феодосии — 9 классов, 132 учащихся) — с украинским языком обучения. Кроме того, в русскоязычных школах работают классы с крымскотатарским (37 школ, 137 классов, 1730 учащихся) и украинским языком обучения (12 школ, 19 классов, 239 учащихся). В различных формах изучение родных языков организовано и в классах с русским языком обучения: крымскотатарский язык изучают 19 254 учащихся, украинский — 12 892, армянский — 54, болгарский — 62, новогреческий — 136, немецкий — 56.
По официальным данным в 2018/2019 учебном году в Республике Крым из 200,7 тыс. школьников, 194,4 тыс. обучались на русском языке (96,7 %), 6,1 тыс. — на крымскотатарском (3,1 %) и 249 учеников обучались на украинском языке (0,2 %). В Республике Крым функционировали 15 школ с крымскотатарским языком обучения (224 класса, 4258 учащихся): в городах Симферополе, Евпатории, Судаке, Бахчисарае, Белогорске, Старом Крыму, в посёлках Зуя (Белогорского района), Октябрьское (Красногвардейского района), Советский (Советского района), школы в сёлах Вилино и Викторовке Бахчисарайского района, в сёлах Майском и Заречном Джанкойского района, в селе Сары-Баш Первомайского района, в селе Кольчугино Симферопольского района. В школах с русским языком обучения были классы с крымскотатарским языком обучения (в 27 школах 126 классов, 1834 учащихся): 4 школы в Симферополе, в селе Приветное (город Алушта), в сёлах Грушевка и Морское (город Судак), в городе Феодосии, в городе Белогорске, в сёлах Зеленогорское, Литвиненково и Цветочное Белогорского района, в сёлах Мирновка и Победное Джанкойского района, в селе Журавки Кировского района, в селе Краснознаменка Красногвардейского района, в селе Новопавловка Красноперекопского района, в селе Березовка Раздольненского района, в сёлах Журавли и Трудовое Сакского района, в сёлах Денисовка, Доброе, Маленькое, Урожайное, Тепловка Симферопольского района, в сёлах Пушкино и Ильичёво Советского района. В Республике Крым была одна школа с украинским языком обучения (9 классов, 144 учащихся, МБОУ «Школа № 20» г. Феодосии); на базе общеобразовательных учебных заведений с русским языком обучения открыты классы с украинским языком обучения (в 5 школах 8 классов, 105 учащихся): в 2 гимназиях в Симферополе, в школе в селе Завет-Ленинский Джанкойского района, в селе Новопавловка Красноперекопского района, в селе Штормовое Сакского района. Также в общеобразовательных учебных заведениях Республики Крым организовано изучение национальных языков как предмета: крымскотатарский — 27,7 тыс. учащихся, украинский — 10,6 тыс. учащихся, армянский — 97 учащихся, болгарский — 73 учащихся, греческий — 343 учащихся (94 — как родной, 249 — как второй иностранный), немецкий — 58 учащихся.
В первом полугодии 2019/2020 учебного года, согласно официальным данным, в общеобразовательных организациях Республики Крым обучение проводилось на русском языке — 207,2 тыс. учащихся (96,9 %), на крымскотатарском языке — 6,4 тыс. учащихся (3,0 %), на украинском языке — 206 учащихся (0,1 %). На крымскотатарском языке обучение проходило в 16 школах (237 классов с 4704 учащихся), на украинском языке в 1 школе (9 классов с 152 учащихся). В 22 школах функционирует 117 классов с преподаванием на крымскотатарском языке (1702 учащихся), в 1 школе функционирует 3 класса с преподаванием на украинском языке (54 учащихся). Как предмет «родной язык» и «родная литература» ведется преподавание армянского языка (в 3 школах 112 учащихся), болгарского языка (1 школа 44 учащихся), греческого языка (5 школ 371 учащийся), крымскотатарского языка (333 школы, 31190 учащихся), немецкого языка (1 школа 61 учащийся), украинского языка (144 школы 5621 учащийся).
| Наименование единицы АТД                      | Всего учащихся | Русский язык | Украинский язык | Крымско- татарский язык | Английский язык | Русский язык, % | Украинский язык, % | Крымско- татарский язык, % | Английский язык, % |
| --------------------------------------------- | -------------- | ------------ | --------------- | ----------------------- | --------------- | --------------- | ------------------ | -------------------------- | ------------------ |
| Симферопольский горсовет                      | 35402          | 31141        | 3512            | 749                     | -               | 87,96           | 9,92               | 2,12                       | -                  |
| Алуштинский горсовет                          | 4182           | 3933         | 239             | 10                      | -               | 94,05           | 5,71               | 0,24                       | -                  |
| Армянский горсовет                            | 2347           | 2056         | 291             | -                       | -               | 87,60           | 12,40              | -                          | -                  |
| город Джанкой                                 | 4086           | 3796         | 280             | 10                      | -               | 92,90           | 6,85               | 0,25                       | -                  |
| Евпаторийский горсовет                        | 9683           | 8760         | 597             | 326                     | -               | 90,47           | 6,17               | 3,36                       | -                  |
| город Керчь                                   | 9966           | 9541         | 425             | -                       | -               | 95,74           | 4,26               | -                          | -                  |
| город Красноперекопск                         | 2829           | 2541         | 288             | -                       | -               | 89,82           | 10,18              | -                          | -                  |
| город Саки                                    | 2708           | 2420         | 288             | -                       | -               | 89,36           | 10,64              | -                          | -                  |
| Судакский горсовет                            | 3174           | 2702         | 133             | 339                     | -               | 85,13           | 4,19               | 10,68                      | -                  |
| Феодосийский горсовет                         | 8510           | 7954         | 445             | 111                     | -               | 93,47           | 5,23               | 1,30                       | -                  |
| Ялтинский горсовет                            | 10018          | 9594         | 424             | -                       | -               | 95,77           | 4,23               | -                          | -                  |
| Бахчисарайский район                          | 8309           | 7455         | 227             | 627                     | -               | 89,72           | 2,73               | 7,55                       | -                  |
| Белогорский район                             | 6205           | 5008         | 468             | 729                     | -               | 80,71           | 7,54               | 11,75                      | -                  |
| Джанкойский район                             | 6909           | 5599         | 891             | 419                     | -               | 81,04           | 12,90              | 6,06                       | -                  |
| Кировский район                               | 5409           | 4538         | 379             | 492                     | -               | 83,90           | 7,01               | 9,09                       | -                  |
| Красногвардейский район                       | 7903           | 6815         | 821             | 267                     | -               | 86,23           | 10,39              | 3,38                       | -                  |
| Красноперекопский район                       | 2630           | 2274         | 350             | 6                       | -               | 86,46           | 13,31              | 0,23                       | -                  |
| Ленинский район                               | 4997           | 4368         | 601             | 28                      | -               | 87,41           | 12,03              | 0,56                       | -                  |
| Нижнегорский район                            | 4792           | 4352         | 345             | 95                      | -               | 90,82           | 7,20               | 1,98                       | -                  |
| Первомайский район                            | 2940           | 2788         | 71              | 81                      | -               | 94,83           | 2,41               | 2,76                       | -                  |
| Раздольненский район                          | 3131           | 2936         | 172             | 23                      | -               | 93,77           | 5,49               | 0,74                       | -                  |
| Сакский район                                 | 6471           | 5970         | 380             | 121                     | -               | 92,26           | 5,87               | 1,87                       | -                  |
| Симферопольский район                         | 12252          | 10962        | 654             | 636                     | -               | 89,47           | 5,34               | 5,19                       | -                  |
| Советский район                               | 3362           | 2901         | 124             | 337                     | -               | 86,29           | 3,69               | 10,02                      | -                  |
| Черноморский район                            | 3197           | 2854         | 343             | -                       | -               | 89,27           | 10,73              | -                          | -                  |
| учебные заведения республиканского подчинения | 2197           | 1813         | 119             | -                       | 265             | 82,52           | 5,42               | -                          | 12,06              |
| АР Крым всего:                                | 173609         | 155071       | 12867           | 5406                    | 265             | 89,32           | 7,41               | 3,11                       | 0,15               |

## Русский язык в Крыму
Языковая картина Крымского полуострова характеризуется преобладанием русскоязычия. По данным переписи населения 2001 года среди родных языков кроме русского (77,0 %), заметно также присутствовали крымскотатарский (11,4 %) и украинский (10,1 %) языки. В период нахождения в составе Украины, была характерна диспропорция между национальностью и языком употребления (родным языком), а также употреблением их в системе образования и делопроизводстве. В этот период была тенденция к постепенному оттеснению русского языка из официальной письменной сферы в республике при параллельном командно-административном внедрении украинского языка в систему образования и делопроизводства. Хотя, согласно данным опроса, проведённого в 2004 году Киевским международным институтом социологии (КМИС), русский язык использует для общения абсолютное большинство — 97 % всего населения Крыма.
После 2006 года ряд местных горсоветов провозгласили русский язык региональным. Однако эти решения часто носили декларативный характер и/или наталкивались на яростное сопротивление киевских властей, продолжающих проводить политику украинизации, особенно в сфере образования и кинопроката. Верховная Рада АРК так и не рассмотрела применение закона о региональных языках 2012 года, заявив что он ничего нового к уже имеющимся положениям Конституции не добавил.
По итогам прошедшей в 2014 году переписи населения Крыма, абсолютное большинство населения полуострова родным языком назвало русский — 84 %. Крымскотатарский родным был назван для 7,9 %, татарский — для 3,7 %, украинский — для 3,3 %. Родным языком русский назвали 79,7 % украинцев, 24,8 % татар и 5,6 % крымских татар. Для 0,1 % русских родным языком является украинский.